# Юрий (князь тарусский)
Юрий — легендарный князь Тарусский, родоначальник тарусской «ветви» Черниговских князей. В родословных этот князь показан сыном черниговского князя Михаила Всеволодовича, но согласно новым исследованиям и исходя из дат жизни его потомков, жил в 1-й половине XIV века. От сыновей Юрия выводили происхождение князей Мезецких, Барятинских, Оболенских, Долгоруковых, Тростенских, Щербатовых, Волконских, Мышецких, Конинских и Спажских.

## Исторические источники
Исторических сведений о первом периоде Тарусского княжества, правителем которого традиционно считается Юрий, очень мало. Впервые он упоминается в краткой генеалогии князей Оболенских в так называемом «Типографском родословце» — блоке генеалогических статей, присоединённых к Типографской летописи, содержащей информацию о представителях ряда родов до конца XV века. Там Юрий указан без названия удела сыном черниговского князя Михаила Всеволодовича, убитого в 1246 году в Золотой орде. Впервые с упоминанием удела Юрий указан в Уваровской летописи — в родословной, вставленной после сообщения об убийстве Михаила Черниговского; в ней Юрий, названный «Брянским и Тарусским» показан четвёртым сыном покойного князя.
В 1-й половине 1530-х годов Дионисий Звенигородский создал «Объединённый родословец Черниговских князей». В нём появился раздел владений Михаила Черниговского, согласно которому Юрий, названный младшим из сыновей, получил в удел Тарусское княжество. В том же источнике Юрий упоминается также как «Тарусский и Оболенский». Эта версия в 1555 году вошла в официальный «Государев родословец», включённый в 1680-е годы в состав «Бархатной книги», а также во все частные родословные книги.
В 1-й половине XVI века версия о Юрии как о сыне Михаила Черниговского распространилась и в Великом княжестве Литовском. В 1520 году там была закончено создание Супрасльского сборника, которое было заказано князем Семёном Ивановичем Одинцевичем. В начале рукописи содержится родословная Одинцевичей, которая, по мнению исследователей, была не позже 1532 года вписана самим князем Семёном. Она начинается с Михаила Черниговского. Далее указано, что его сын Юрий «оставил отчину свою пусто» и перебрался в Тарусу, став там княжить. В этой же родословной приводятся уникальные сведения о 5 сыновьях Юрия. По мнению современных исследователей, сведения из родословной Одинцевичей не могли восходить к московским росписям потомков Тарусских князей. С. Н. Келембет предположил, что информация о Юрии и его потомках попала род князей Одинцевичей от княжны Оксиньи Андреевны Мезецкой, которая вышла замуж за князя Фёдора Одинцевича; князь Семён был их правнуком.
Имя Юрия Тарусского сохранилось в помяннике князей Черниговских в составе помянника Введенской церкви Киево-Печерской лавры, составленным в 1654 году. Кроме того, в «Любецком синодике» (1751 год) под номером 53 упоминается князь «Юрий Туровский». Поскольку сразу после него упомянут князь Константин Оболенский, убитый «от литвы», Р. В. Зотов предположил, что здесь также имеется в виду Юрий Тарусский (отец Константина), а чтение «Туровский» — явная ошибка.

## Датировка деятельности
Юрий Тарусский по летописям не известен, его отчество в ранних источниках не упоминается. Хотя Н. Г. Головин и П. В. Долгоруков отождествляли Юрия Торусского с упоминаемым в 6772 (1264/1265) году Юрием Михайловичем, который выдал свою дочь Ксению за тверского князя Ярослава Ярославича, современные исследователи считают летописного Юрия Михайловича новгородским боярином.
В летописях у Михаила Всеволодовича Черниговского упоминается только один сын Ростислав. Согласно исследованиям М. Е. Бычковой первая редакция родословных книг (так называемая Летописная редакция) была составлена в начале XVI века. В «Любецком синодике» сразу после «Юрия Туровского», отождествляемого с Юрием Тарусским, указывается убитый в 1368 году оболенский князь Константин.
В родословии Оболенских, составленном Дионисием Звенигородским, было указано, что «Юрьи Тарусский и Оболенский, а у Костянтина Иван Торусский, а у Ивана Костянтин же Оболенский, его ж убил Олгирд в Оболенсце, егда к Москве приходил безвестно, в лето 6876». Однако уже в следующей редакции, близкой к Государеву родословцу, между Юрием Торусским и Константином Оболенским, убитым в 1368 году, было убрано 2 поколения. Так, в родословии князей Щербатовых было сказано: «у князя Юрьи Торуского 3 сынъ князь Костянтинъ Оболенской, котораго убилъ Олгердъ». В летописном своде 1408 года сказано, что литовский князь Ольгерд в 1368 году «оуби князя Костянтина Юрьевича Оболеньскаго». По мнению современных исследователей, эти сообщения свидетельствуют в пользу того, что Юрий Тарусский жил в 1-й половине — середине XIV века. Если Юрий действительно был отцом Константина Оболенского, то он умер до середины XIV века, поскольку Константин в 60-е годы XIV века был князем Оболенским.
Исследователи, сравнивая родословные потомков Юрия, отмечали хронологические несоответствия. Уже Дионисий Звенигородский в своём «Объединённом родословце» вставил между Юрием, которого он считал сыном Михаила Чениговского, и Константином Оболенским вставил 2 поколения. Этот же путь избирали исследователи XVIII и XIX века применительно к другими ветвям потомков Юрия. Например, П. Н. Петров указывал, что в родословии князей Мезецких и Барятинских слишком большой разрыв между родоначальником и документально засвидетельствованными представителями родов. Он предположил, что в родословных были пропущено 2-3 колена. 
На несоответствие родословных летописным сведениям обратил внимание Н. Баумгартен, который посчитал, что все родословия, выводящие происхождение черниговских князей к Михаилу Всеволодовичу, ошибка или «подлог» составителей родословий.

## Современные версии о происхождении Юрия
Возможно, что Юрий родился в конце XIII века, однако он не мог быть сыном Михаила Всеволодовича Черниговского, убитого в 1246 году. По мнению Р. А. Беспалова, при составлении родословных в начале XVI века просто приписали в качестве родоначальника верховских князей Михаила, канонизированного православной церковью. При этом С. Н. Келембет указывает, что нельзя полностью игнорировать тот факт, что традиция о происхождении князей Оболенских от Михаила Черниговского в великом княжестве Московском существовала уже в 1490-е годы, а аналогичная традиция у князей Одинцевичей появилась на полвека раньше. Исследователь считает, что Юрий действительно мог быть потомком Михаила Всеволодовича, однако не мог быть его сыном. Он предположил, что у Михаила мог быть сын Юрий, внуком которого был Юрий Тарусский, а в памяти потомков эти 2 князя слились в одно лицо. Подобное «объединение» тезок произошло в родословной Глуховских и Новосильских князей, с той  разницей, что у тех известны по синодикам и летописям князья промежуточных звеньев.
Генетические исследования потомков Юрия (князей Оболенских, Волконских, Долгоруковых и Барятинских), проведённые в XXI веке, показали, что у них по крайней мере действительно был общий предок, который принадлежал к центральноевропейской Y-хромосомной гаплогруппе R1a1a1b1a1a-L260. При этом они по мужской линии не происходят от того же предка, что и протестированные Мономашичи, а также Бела Ростиславич, и Пузына и Мосальские (из козельских князей), у которых определена Y-хромосомная гаплогруппа N1a1a1a1a1a1a-L550. На основании генетических исследований высказывались предположения, что Юрий не принадлежал к династии Рюриковичей по мужской линии.

## Дети
В «Типографском родословце» Юрий указан предком князей Оболенских через сына Константина и внука Ивана. В родословной Одинцевичей, вписанной в начале «Супрасльской летописи», у Юрия указывается 5 сыновей:
- Всеволод Юрьевич Орехва, князь Тарусский.
- Семён Юрьевич, князь Конинский
- Михаил Юрьевич, князь Мышецкий
- Иван Толстая Голова, князь Волконский (?)[14]
- Константин Юрьевич (ум. 1368), князь Оболенский